# Starszy sierżant sztabowy Służby Więziennej
Starszy sierżant sztabowy Służby Więziennej (st. sierż. sztab. SW) – stopień w Służbie Więziennej, odpowiednik stopnia starszego sierżanta sztabowego w Siłach Zbrojnych RP.
Wzory dystynkcji starszego sierżanta sztabowego SW zostały określone w rozporządzeniu ministra sprawiedliwości z dnia 7 lutego 2011 w sprawie umundurowania funkcjonariuszy Służby Więziennej.